# Alexander Jannaeus
Alexander Jannaeus var en judisk överstepräst, kung över Judéen 103-76 f. Kr.
Alexander Jannaeus var av hasmonéernas ätt och en kraftfull härskare, som vidgade riket så att det blev lika stort som under kung Davids tid. Han var inrikespolitiskt omstridd och krossade bland annat ett långvarigt uppror, varefter 800 rebeller korsfästes.